# 2784 دومايكو
دومايكو 2784 هو أحد كويكبات حزام الكويكبات الرئيسي وقد تم اكتشافه في 15 أبريل 1975 من قبل الفلكي التشيلي كارلوس توريس في مركز سيرو إل روبلي.